# Zoo TV Tour
El Zoo TV Tour (escrito alternativamente como ZooTV, ZOO TV y ZOOTV) fue una gira de conciertos multimedia con una puesta en escena muy elaborada realizada por la banda irlandesa U2 en estadios y arenas entre 1992 y 1993. Fue un espectáculo planificado en todos sus aspectos técnicos, visuales y sonoros, que fue ideado para provocar una sensación de «sobrecarga sensorial» en la audiencia.
Las diferentes fases de la gira también fueron conocidas como Zoo TV – The Outside Broadcast, Zooropa y Zoomerang. La gira comenzó en Lakeland, Florida, el 29 de febrero de 1992 y terminó en Tokio (Japón) el 10 de diciembre de 1993. Incluyó cinco etapas, 157 actuaciones, fue visto por cerca de 5,4 millones de personas y fue la gira con mayores ingresos de 1992 en Norteamérica.
Si el álbum de U2 de 1991 Achtung Baby era, como el vocalista Bono dijo, "el sonido de cuatro hombres que talaban The Joshua Tree", entonces Zoo TV era la vista de cuatro hombres que intentaban rechazar el ondear de la bandera blanca y las actuaciones en directo más dolorosamente sinceras que habían caracterizado sus giras anteriores de los años 1980. La gira demostró su inmensa confianza en el nuevo álbum, abriéndose cada actuación típicamente con seis a ocho nuevas canciones consecutivas antes de tocar cualquier material anterior, arropando las canciones con desconcertantes efectos visuales y una toma subversiva en el personaje colectivo de la banda.

## El escenario
El escenario fue diseñado por el colaborador habitual de U2 Willie Williams e incluía 36 monitores de vídeo, numerosas cámaras de televisión, dos puestos de mezcla separados, 26 micrófonos en el escenario, 176 altavoces y 11 Trabants laboriosamente pintados, varios de ellos suspendidos sobre el escenario, todo lo cual necesitaba un megawatt para funcionar: energía suficiente para abastecer 2.000 hogares. 
Se necesitaban un total de 52 camiones para transportar las 1200 toneladas de equipo, casi 5 km de cables, 200 trabajadores, 12 carretillas elevadoras y una grúa de 40 toneladas fueron necesarios para montar el escenario.

## El espectáculo
La gira, inspirada en parte por la aparentemente interminable cobertura de la CNN de la Guerra del Golfo, era en un primer nivel una sátira directa de la sobrecarga mediática que definió a los años 1990. Las pantallas de televisión del espectáculo exhibían una mezcla ecléctica de imágenes aparentemente aleatorias y lemas creados por los artistas como Kevin Godley, Brian Eno, Mark Pellington, Carol Dodds, Philip Owens y los artistas multimedias de Emergency Broadcast Network en un esfuerzo por reflejar el efecto de desensibilización de los medios de comunicación modernos.
Los espectáculos Zooropa y Zoomerang de 1993 se abrían con una pieza de siete minutos creada por Emergency Broadcast Network, que mezclaba imágenes de El triunfo de la voluntad de Leni Riefenstahl con imágenes variadas de guerras y noticias. Tras esto, el estadio se sumía en la oscuridad y minutos más adelante las pantallas volvían a encenderse, llenas de ruido de video azul y blanco. Bono aparecía sobre el escenario, silueteado contra este gigantesco campo de estática. El espectáculo de U2 comenzaba con una secuencia fija de canciones. En una entrevista en el programa Zoo Radio, The Edge describió el material visual así:

Zoo Station son cuatro minutos de una televisión que no está sintonizada en ningún canal, pero muestra interferencia y ruido y casi una imagen de TV. The Fly es la fusión de la información – texto, refranes, obviedades, falsedades, oximorones, profecías, etcétera, volando a toda velocidad, tan rápido que es imposible leer realmente qué se está diciendo. Even Better Than the Real Thing es lo que sucede cuando se vuela por la estratosfera en esa noche. Imágenes de televisión por satélite, el tiempo, el canal de televenta, anillos de diamantes cúbicos de circonio, programas religiosos, teleseries...

Las imágenes usadas durante la representación de Zoo Station se crearon mezclando ruido de video con secuencias de animación stop-motion de los miembros de la banda «filmadas» en una fotocopiadora, e incluían —para aquellos con un ojo penetrante y botón de pausa— imágenes del pene de Adam Clayton presionando contra el cristal. Algunos de los mensajes fundidos en The Fly incluían «El gusto es el enemigo del arte», «La religión es un club», «La ignorancia es felicidad», «La rebelión está preenvasada», «Cree» (Believe, desvaneciéndose las letras para dejar lie, ‘mentira’) y «Todo lo que sabes está mal».
Mysterious Ways incluía una danza del vientre en vivo. One era acompañada por la palabra del título mostrada en muchos idiomas, así como videoclips dirigidos por Mark Pellington de bisontes que llevaban a una imagen fija de la fotografía Falling Buffalo de David Wojnarowicz. Los espectadores hallaban en la canción, al igual que en la gira, muchos niveles del significado, y en parte debido a su papel en el espectáculo, One se convirtió rápidamente en una de las canciones más populares de U2. Durante Until the End of the World Bono daba rienda suelta a una serie de poses ególatras propias de estrella del rock con un enfoque visual caótico, esta vez creado a partir de un barullo de números mostrados rápidamente, muchos de los cuales reflejaban asuntos cercanos al videoartista y la banda, incluyendo los cumpleaños de los miembros del equipo de producción, la fecha del asesinato de Martin Luther King, la del lanzamiento del primer sencillo de 12 pulgadas de U2 en Irlanda, la del Domingo Sangriento, etcétera. Otra ráfaga de vídeo llevaba a Tryin' to Throw Your Arms Around the World, durante la que Bono rociaba champán y hacía su tradicional baile con una joven seguidora sacada del público, salvo cuando se grababan con una videocámara doméstica uno al otro en un vídeo que luego se mostraba a los espectadores, un recurso que había sido usado también en números anteriores.
U2 había utilizado anteriormente pistas de apoyo en sus actuaciones en directo (como las de sintetizador de Bad y Where the Streets Have No Name) pero, debido a la necesidad de sincronizar el espectáculo en directo con los efectos visuales de alta tecnología de Zoo TV, casi toda la actuación estaba sincronizada y secuenciada, incluyendo la mayoría de los números percusión, teclado o elementos de guitarra grabados bajo los instrumentos y voces en directo de los miembros de la banda. Esta práctica ha continuado en sus siguientes giras.
Zoo TV fue uno de los primeros conciertos a gran escala en incluir el «escenario B», un escenario más pequeño en mitad del suelo, destinado «a ser el antídoto a Zoo TV»”. En él, los cuatro miembros realizarían números más tranquilos, tales como arreglos acústicos de Angel of Harlem y Stay (Faraway, So Close!). Tras esto se volvía al escenario principal para algunos clásicos de U2.
Los conciertos solían terminar con una interpretación del Love is Blindness de Achtung Baby, aunque más adelante en la gira era seguida por una versión abreviada de Can't Help Falling in Love de Elvis Presley. Así de daba un final íntimo y sereno a un espectáculo cuyas características principales imitaban las sobrecarga de los medios de información. Mientras que U2, con su final clásico del reflexivo pero participativo 40, nunca había suscrito la fórmula del batería de Queen Roger Taylor de dejar a la audiencia «cegada, ensordecida y pidiendo más a grito» al final, el rugido de Zoo TV caía para terminar con un susurro casi indiferente.
Así, Zoo TV veía a U2 imitar los excesos del rock and roll abrazando irónicamente la avaricia y decadencia, a veces incluso lejos del escenario. Sin embargo, algunos no captaron esta idea de la gira y creyeron que U2 había sucumbido y que Bono se había vuelto egomaníaco.
La ironía pasó a un segundo lugar en la etapa europea de Zooropa después de que la banda comenzara a abrir el espectáculo cada noche con conexiones en directo con la gente que vivía en la Sarajevo arrasada por la guerra. Organizado por el trabajador humanitario Bill Carter (quien más rodaría con ayuda de Bono la película documental Miss Sarajevo), esperaba atraer la atención del mundo sobre el sufrimiento de la gente que vivía en las zonas en guerra de las que se que habían olvidado los medios de comunicación del mundo. Carter vio una entrevista en la MTV donde Bono decía que el tema de la etapa Zooropa de la gira era el de una Europa unificada y se sintió obligado a informar a Bono del sufrimiento de los bosnios en Sarajevo, en una Bosnia dividida por fronteras étnicas. Además de lograr la muy necesaria atención sobre el conflicto, las importantes conexiones en directo incluso permitieron a veces a gente que había escapado del conflicto hablar con los miembros de su familia y seres amados en la zona en guerra. El problema que algunos vieron es que Zoo TV era un espectáculo de rock, y ser acusado de inacción y apatía por gente en constante peligro de muerte por un conflicto bélico afectaba a veces el estado de ánimo de la audiencia y la banda.
A pesar de ser una gira larga, de hecho, la más larga del grupo en lo que a número de conciertos se refiere, con un total de 156, el setlist fue bastante estable, las canciones casi siempre ocupaban el mismo lugar dentro de cada espectáculo sin apenas variaciones.

## Setlist recurrente
1. Zoo Station
2. The Fly
3. Even Better Than the Real Thing
4. Mysterious Ways
5. One
6. Unchained Melody
7. Until the End of the World
8. Who's Gonna Ride Your Wild Horses
9. New Year's Day
10. Tryin' to Throw Your Arms Around the World
11. Angel of Harlem
12. Satellite of Love
13. Bad
14. Bullet the Blue Sky
15. Running to Stand Still
16. Where the Streets Have No Name
17. Pride (In the Name of Love)
18. I Still Haven't Found What I'm Looking For
19. Desire
20. Ultraviolet (Light My Way)
21. With or Without You
22. Love Is Blindness
23. Can't Help Falling in Love

- Tras la publicación en 1993 del álbum «Zooropa», a partir de la 4ª manga de la gira se incorporaron al setlist algunas canciones de este álbum, como Numb, Stay (Faraway, So Close!), Daddy's Gonna Pay for Your Crashed Car o Lemon.

### Canciones más tocadas
- Bullet the Blue Sky (156 veces)
- Even Better Than The Real Thing (156 veces)
- Mysterious Ways (156 veces)
- One (156 veces)
- Pride (In the Name of Love) (156 veces)
- Running To Stand Still (156 veces)
- The Fly (156 veces)
- Until the End of the World (156 veces)
- Where the Streets Have No Name (156 veces)
- Zoo Station (156 veces)
- Love Is Blindness (153 veces)
- With or Without You (152 veces)
- Angel of Harlem (150 veces)
- Satellite Of Love (145 veces)
- Desire (139 veces)
- Tryin' to Throw Your Arms Around the World (136 veces)
- Ultraviolet (Light My Way) (110 veces)
- I Still Haven't Found What I'm Looking For (106 veces)
- Bad (104 veces)
- New Year's Day (98 veces)

## Otros aspectos de la gira
Otros aspectos destacables de la gira incluyen un dúo en cada actuación de Bono con un vídeo grabado en directo de Lou Reed cantando su clásico Satellite of Love (con una asistencia real de Reed el 12 de agosto de 1992 en el Giants Stadium) y una llamada telefónica casi en cada actuación a la oficina del presidente estadounidense George H. W. Bush. Aunque Bono nunca consiguió llegar al presidente, Bush reconoció conocer las llamadas durante una rueda de prensa, expresando su confusión sobre por qué el cantante intentaba tenazmente hablar con él.
Cuando Zoo TV se interpretó en el Estadio de Wembley de Londres el 11 de agosto de 1993, el novelista Salman Rushdie se unió a la banda en el escenario. La aparición por sorpresa del autor fue sensacional debido al conocido miedo de Rushdie a la violencia de extremistas islámicos, por quienes estaba amenazado tras la controversia provocada por su novela Los versos satánicos. Cuando se enfrentó al personaje Mr. MacPhisto de Bono, el escritor observó irónicamente que «los auténticos diablos no tienen cuernos».
La gira también tenía un confesionario donde los asistentes al concierto podían grabar una confesión personal ante una cámara. Estas confesiones fueron a menudo incorporadas al espectáculo, siendo exhibidas en las pantallas de televisión principales en los intervalos entre el espectáculo principal y el bis.
Antes del comienzo del espectáculo y entre aperturas, el disc jockey irlandés BP Fallon actuaba como Mc, normalmente intentando añadir más confusión a la mezcla. Fallon también presentaría Zoo Radio, un especial de radio que incluía actuaciones selectas de Zoo TV, rarezas musicales y entrevistas medio serias con miembros U2 así como algunas aperturas de Public Enemy y The Disposable Heroes of Hiphoprisy.

## Personajes de Bono sobre el escenario

### The Fly
Uno de los platos fuertes de la gira era el conjunto de personajes que Bono interpretaba sobre el escenario, siendo el más prominente The Fly (‘la mosca’), que también fue inmortalizado en el videoclip de la canción homónima. The Fly era una estrella del rock estereotípico con enormes gafas de sol (por lo que Bono se hizo famoso) y un amaneramiento exagerado y claramente sexual. «Ensamblamos una estrella del rock postmoderna. Usamos la pierna de Jim Morrison, el torso de Elvis, Lou Reed, Gene Vincent... lo pegamos todo junto y la creamos.» El personaje fue inventado en Berlín mientras U2 grababa Achtung Baby. Bono sentía que con las gafas, que le había dado el habitual estilista de U2 Fightin' Fintan Fitzgerald, tenía una sensación de desindividualización y podía «soltarse» realmente cuando las llevaba. Las gafas de sol llegaron a simbolizar al «nuevo U2», con una estética diametralmente opuesta al U2 piadoso y tradicional de la época de The Joshua Tree. The Fly también era interpretado cuando Bono le enseñaba el dedo corazón a todos los críticos que decían que U2 eran asquerosas estrellas de rock ricas que intentaban hacerse pasar por buenos chicos. Afirmó en entrevistas que los críticos «lo quieren, y ahora van a tenerlo».

### The Mirror Ball Man
Otro personaje prominente era The Mirror Ball Man ('El hombre de la bola de espejos'), que solía aparecer para las últimas canciones del espectáculo principal y los bises. Este personaje pretendía ser una parodia de los telepredicadores estadounidenses. The Mirror Ball Man vestía un traje plateado brillante (de ahí su nombre) con zapatos y sombrero de plata. Solía aparecer en el escenario llevando un gran espejo y hablaba con la versión de Bono del acento estadounidense. Entonces solía llamar al presidente estadounidense George Bush padre, aunque nunca consiguió hablar con él. Pensando que otras partes del mundo no entenderían la parodia del telepredicador, Bono cambió a The Mirror Ball Man por Mr. MacPhisto en las etapas Zooropa y Zoomerang de la gira, que visitaron Europa, Australia, Nueva Zelanda y Japón.

### Mr. MacPhisto
Mr. MacPhisto era imaginado por Bono como una futura versión corrupta del personaje de The Fly, que se había convertido en una amalgama del Diablo (basándose fuertemente en el personaje Pegleg del The Black Rider de Tom Waits) y un crooner del estilo de Elvis Presley en su época de Las Vegas; este personaje figuraría posteriormente de forma prominente en el videoclip de 1995 para Hold Me, Thrill Me, Kiss Me, Kill Me extraído de la banda sonora de la película Batman Forever, que incluía una versión animada de Bono como una estrella del rock luchando entre dos personajes, The Fly y Mr. MacPhisto, intentando hacer un paralelo con el conflicto entre el Bruce Wayne playboy y el justiciero Batman. Mr. MacPhisto llevaba un traje dorado, zapatos de oro y cuernos de diablo sobre su cabeza. Su cara lucía abundante maquillaje. Hablaba con un fuerte acento mezcla de muchos, primordialmente británico.
El discurso de Mr. MacPhisto en el concierto de Sídney de 1993 fue irónico, difuminando la cuestión de si era una estrella del rock corrupta o una representación del Diablo. Éste es un extracto:

Mi tiempo entre vosotros está a punto de acabar... Antes de irme, tengo algunos mensajes para el mundo. Gentes de Estados Unidos, os doy a Bill Clinton: lo pongo en CNN, NBC y C-SPAN. Demasiado alto para ser un déspota, pero vigiladlo de cerca. Gentes de Asia, llega vuestro momento: sin vuestros transistores, nada de esto [señala al escenario] sería posible. Gentes de Europa: cuando estuve entre vosotros, reñíais como niños. Ahora estáis conectados a un solo cable, tan cerca unos de otros como emisoras en un dial.

Gentes de la antigua Unión Soviética: os doy el capitalismo, para que todos podáis soñar con ser tan rico y atractivo como yo.

Gentes de Sarajevo, sois afortunados... Hay gente por todo el mundo que tiene comida, hogar y seguridad, pero no salen en televisión como vosotros.

Frank Sinatra, te doy la generación MTV; Salman Rushdie, te doy decibelios. Adiós Squidgy, espero que te den ballenas; adiós Michael... Adiós a todos los neonazis, espero que os den Auschwitz.

## Zooropa, el álbum
U2 volvió al estudio para grabar su próximo lanzamiento durante un descanso al final de la tercera etapa de la gira. Inicialmente un EP adicional para Achtung Baby, pronto Zooropa creció hasta ser un LP completo y fue lanzado en julio de 1993. Influenciado enormemente tanto por la gira como por las ideas de avalancha mediática y la ironía con la que eran examinados durante la gira, Zooropa fue una separación incluso mayor del estilo de sus primeras grabaciones, añadiendo el estilo tecno y otros efectos.
Algunas canciones del álbum fueron tocadas en las 4ª y 5ª mangas ("Zooropa" y "Zoomerang") de la gira, ya en 1993. Concretamente, se tocaron con cierta regularidad las canciones Numb y Stay (Faraway, So Close!) hasta el final de la gira; Zooropa y Babyface solo aparecieron en unas pocas fechas; y Dirty Day, Daddy's Gonna Pay for Your Crashed Car y Lemon se tocaron en los 10 últimos conciertos, celebrados en Australia, Nueva Zelanda y Japón.

## Emisiones y grabaciones
El especial Zoo Radio incluyó grabaciones en directo de los espectáculos de 1992 de Toronto, Dallas, Tempe y Nueva York. Partes de otra actuación de 1992 fueron grabadas y más tarde emitidas como un especial de una hora en el canal Fox.
El concierto celebrado el 27 de noviembre de 1993 en Sídney, Australia, perteneciente a la manga "Zoomerang", 5ª y última de la gira, fue emitido en todo el mundo en directo en pago por visión y posteriormente lanzado en vídeo como "U2: Zoo TV: Live From Sydney".

## Homenaje en el Vertigo Tour
Más de una década después, durante la gira Vertigo Tour de 2005-06, U2 tocó a menudo (normalmente como primer bis) una versión reducida de Zoo TV incluyendo las canciones Zoo Station, The Fly y Mysterious Ways, usando algunos de los efectos de video originales contra las cortinas de agua de Vertigo Tour. Zoo Station incluía la interferencia de fondo. The Fly tenía las palabras parpadeando en la pantalla, al principio parecidas a las de Zoo TV, pero luego cambiando a unas frases nuevas. A medida que la gira avanzó, añadieron Until the End of the World con sus efectos originales de números parpadeantes. Love is Blindness hizo su primera aparición desde Zoo TV en un concierto de la cuarta etapa. Who's Gonna Ride Your Wild Horses también se tocó algunas veces, tanto acústica como eléctricamente. One había sido una habitual, pero no se incluyó en el homenaje original, con excepción de la actuación de U2 en los premios Grammy.

## Etapas de la gira

### Primera Etapa. Norteamérica
La primera etapa de la gira se desarrolló en Estados Unidos y Canadá.
| Fecha                 | País           | Ciudad          | Lugar                             |
| 29 de febrero de 1992 | Estados Unidos | Lakeland        | Lakeland Arena                    |
| 1 de marzo de 1992    | Estados Unidos | Miami           | Miami Arena                       |
| 3 de marzo de 1992    | Estados Unidos | Charlotte       | Charlotte Coliseum                |
| 5 de marzo de 1992    | Estados Unidos | Atlanta         | The Omni                          |
| 7 de marzo de 1992    | Estados Unidos | Hampton         | Hampton Coliseum                  |
| 9 de marzo de 1992    | Estados Unidos | Uniondale       | Nassau Coliseum                   |
| 10 de marzo de 1992   | Estados Unidos | Filadelfia      | The Spectrum                      |
| 12 de marzo de 1992   | Estados Unidos | Hartford        | Civic Center                      |
| 13 de marzo de 1992   | Estados Unidos | Worcester       | The Centrum                       |
| 15 de marzo de 1992   | Estados Unidos | Providence      | Civic Center                      |
| 17 de marzo de 1992   | Estados Unidos | Boston          | Boston Garden                     |
| 18 de marzo de 1992   | Estados Unidos | East Rutherford | Brendan Byrne Arena               |
| 20 de marzo de 1992   | Estados Unidos | Nueva York      | Madison Square Garden             |
| 21 de marzo de 1992   | Estados Unidos | Albany          | Knickerbocker Arena               |
| 23 de marzo de 1992   | Canadá         | Montreal        | The Forum                         |
| 24 de marzo de 1992   | Canadá         | Toronto         | Maple Leaf Gardens                |
| 26 de marzo de 1992   | Estados Unidos | Richfield       | Richfield Coliseum                |
| 27 de marzo de 1992   | Estados Unidos | Auburn Hills    | The Palace of Auburn Hills        |
| 30 de marzo de 1992   | Estados Unidos | Mineápolis      | Target Center                     |
| 31 de marzo de 1992   | Estados Unidos | Rosemont        | Rosemont Horizon                  |
| 5 de abril de 1992    | Estados Unidos | Dallas          | Reunion Arena                     |
| 6 de abril de 1992    | Estados Unidos | Houston         | The Summit                        |
| 7 de abril de 1992    | Estados Unidos | Austin          | Frank Erwin Center                |
| 10 de abril de 1992   | Estados Unidos | Tempe           | Arizona State University          |
| 12 de abril de 1992   | Estados Unidos | Los Ángeles     | Los Angeles Memorial Sports Arena |
| 13 de abril de 1992   | Estados Unidos | Los Ángeles     | Los Angeles Memorial Sports Arena |
| 15 de abril de 1992   | Estados Unidos | San Diego       | San Diego Sports Arena            |
| 17 de abril de 1992   | Estados Unidos | Sacramento      | ARCO Arena                        |
| 18 de abril de 1992   | Estados Unidos | Oakland         | Oakland Coliseum Arena            |
| 20 de abril de 1992   | Estados Unidos | Tacoma          | Tacoma Dome                       |
| 21 de abril de 1992   | Estados Unidos | Tacoma          | Tacoma Dome                       |
| 23 de abril de 1992   | Canadá         | Vancouver       | PNE Coliseum                      |

### Segunda Etapa. Europa
La segunda etapa de la gira se desarrolló en Europa. En esta etapa U2 visitó por primera vez Austria.
| Fecha               | País         | Ciudad        | Lugar                            |
| 7 de mayo de 1992   | Francia      | París         | Palais Omnisports de Paris-Bercy |
| 9 de mayo de 1992   | Bélgica      | Gante         | Flanders Expo Hall               |
| 11 de mayo de 1992  | Francia      | Lyon          | Halle Tony Garnier               |
| 12 de mayo de 1992  | Suiza        | Lausana       | Patinoire De Malley              |
| 14 de mayo de 1992  | España       | San Sebastián | Velódromo de Anoeta              |
| 16 de mayo de 1992  | España       | Barcelona     | Palau Sant Jordi                 |
| 18 de mayo de 1992  | España       | Oviedo        | Estadio Carlos Tartiere          |
| 21 de mayo de 1992  | Italia       | Milán         | Forum Di Assago                  |
| 22 de mayo de 1992  | Italia       | Milán         | Forum Di Assago                  |
| 24 de mayo de 1992  | Austria      | Viena         | Donauinsel                       |
| 25 de mayo de 1992  | Alemania     | Múnich        | Olympiahalle                     |
| 27 de mayo de 1992  | Suiza        | Zúrich        | Hallenstadion                    |
| 29 de mayo de 1992  | Alemania     | Frankfurt     | Festhalle                        |
| 31 de mayo de 1992  | Inglaterra   | Londres       | Earl´s Court Arena               |
| 1 de junio de 1992  | Inglaterra   | Birmingham    | NEC Arena                        |
| 4 de junio de 1992  | Alemania     | Dortmund      | Westfalenhalle                   |
| 5 de junio de 1992  | Alemania     | Dortmund      | Westfalenhalle                   |
| 8 de junio de 1992  | Suecia       | Gotemburgo    | Scandinavium                     |
| 10 de junio de 1992 | Suecia       | Estocolmo     | Globen Arena                     |
| 11 de junio de 1992 | Suecia       | Estocolmo     | Globen Arena                     |
| 13 de junio de 1992 | Alemania     | Kiel          | Ostseehalle                      |
| 15 de junio de 1992 | Países Bajos | Róterdam      | Sportpaleis Ahoy                 |
| 17 de junio de 1992 | Inglaterra   | Sheffield     | Indoor Sports Arena              |
| 18 de junio de 1992 | Inglaterra   | Glasgow       | Exhibition and Conference Centre |
| 19 de junio de 1992 | Inglaterra   | Mánchester    | G-Mex Center                     |

### Tercera etapa: Outside Broadcast.NorteaméricayMéxico.
La tercera etapa de la gira se desarrolló en Norteamérica y México. Esta etapa suele ser en estadios y supone la primera visita de U2 a México.
| Fecha                    | País           | Ciudad           | Lugar                                |
| 12 de agosto de 1992     | Estados Unidos | East Rutherford  | Giants Stadium                       |
| 13 de agosto de 1992     | Estados Unidos | East Rutherford  | Giants Stadium                       |
| 15 de agosto de 1992     | Estados Unidos | Washington D. C. | Robert F. Kennedy Memorial Stadium   |
| 16 de agosto de 1992     | Estados Unidos | Washington D. C. | Robert F. Kennedy Memorial Stadium   |
| 18 de agosto de 1992     | Estados Unidos | Saratoga Springs | Saratoga Raceway                     |
| 20 de agosto de 1992     | Estados Unidos | Foxboro          | Foxboro Stadium                      |
| 22 de agosto de 1992     | Estados Unidos | Foxboro          | Foxboro Stadium                      |
| 23 de agosto de 1992     | Estados Unidos | Foxboro          | Foxboro Stadium                      |
| 25 de agosto de 1992     | Estados Unidos | Pittsburgh       | Three Rivers Stadium                 |
| 27 de agosto de 1992     | Canadá         | Montreal         | Estadio Olímpico de Montreal         |
| 29 de agosto de 1992     | Estados Unidos | Nueva York       | Yankee Stadium                       |
| 30 de agosto de 1992     | Estados Unidos | Nueva York       | Yankee Stadium                       |
| 2 de septiembre de 1992  | Estados Unidos | Filadelfia       | Philadelphia Veteran´s Stadium       |
| 3 de septiembre de 1992  | Estados Unidos | Filadelfia       | Philadelphia Veteran´s Stadium       |
| 5 de septiembre de 1992  | Canadá         | Toronto          | Canadian National Exhibition Stadium |
| 6 de septiembre de 1992  | Canadá         | Toronto          | Canadian National Exhibition Stadium |
| 9 de septiembre de 1992  | Estados Unidos | Pontiac          | Pontiac Silverdome                   |
| 11 de septiembre de 1992 | Estados Unidos | Ames             | Cyclone Stadium                      |
| 13 de septiembre de 1992 | Estados Unidos | Madison          | Camp Randall Stadium                 |
| 15 de septiembre de 1992 | Estados Unidos | Tinley Park      | World Music Amphitheater             |
| 16 de septiembre de 1992 | Estados Unidos | Tinley Park      | World Music Amphitheater             |
| 18 de septiembre de 1992 | Estados Unidos | Tinley Park      | World Music Amphitheater             |
| 20 de septiembre de 1992 | Estados Unidos | San Luis         | Busch Stadium                        |
| 23 de septiembre de 1992 | Estados Unidos | Columbia         | Williams-Brice Stadium               |
| 25 de septiembre de 1992 | Estados Unidos | Atlanta          | Georgia Dome                         |
| 3 de octubre de 1992     | Estados Unidos | Miami            | Joe Robbie Stadium                   |
| 7 de octubre de 1992     | Estados Unidos | Birmingham       | Legion Field                         |
| 10 de octubre de 1992    | Estados Unidos | Tampa            | Tampa Stadium                        |
| 14 de octubre de 1992    | Estados Unidos | Houston          | Astrodome                            |
| 16 de octubre de 1992    | Estados Unidos | Irving           | Texas Stadium                        |
| 18 de octubre de 1992    | Estados Unidos | Kansas City      | Arrowhead Stadium                    |
| 21 de octubre de 1992    | Estados Unidos | Denver           | Mile High Stadium                    |
| 24 de octubre de 1992    | Estados Unidos | Tempe            | Sun Devil Stadium                    |
| 27 de octubre de 1992    | Estados Unidos | El Paso          | Estadio Sun Bowl                     |
| 30 de octubre de 1992    | Estados Unidos | Los Ángeles      | Dodger Stadium                       |
| 31 de octubre de 1992    | Estados Unidos | Los Ángeles      | Dodger Stadium                       |
| 3 de noviembre de 1992   | Canadá         | Vancouver        | BC Place Stadium                     |
| 4 de noviembre de 1992   | Canadá         | Vancouver        | BC Place Stadium                     |
| 7 de noviembre de 1992   | Estados Unidos | Oakland          | Oakland-Alameda County Coliseum      |
| 10 de noviembre de 1992  | Estados Unidos | San Diego        | Jack Murphy Stadium                  |
| 12 de noviembre de 1992  | Estados Unidos | Las Vegas        | Sam Boyd Stadium                     |
| 14 de noviembre de 1992  | Estados Unidos | Anaheim          | Angel Stadium of Anaheim             |
| 21 de noviembre de 1992  | México         | México D.F.      | Palacio de los Deportes              |
| 22 de noviembre de 1992  | México         | México D.F.      | Palacio de los Deportes              |
| 24 de noviembre de 1992  | México         | México D.F.      | Palacio de los Deportes              |
| 25 de noviembre de 1992  | México         | México D.F.      | Palacio de los Deportes              |

### Cuarta etapa: Zooropa. Europa.
La cuarta etapa de la gira se desarrolló en Europa.
| Fecha                | País            | Ciudad      | Lugar                              |
| 9 de mayo de 1993    | Países Bajos    | Róterdam    | Stadion Feyenoord                  |
| 10 de mayo de 1993   | Países Bajos    | Róterdam    | Stadion Feyenoord                  |
| 11 de mayo de 1993   | Países Bajos    | Róterdam    | Stadion Feyenoord                  |
| 15 de mayo de 1993   | Portugal        | Lisboa      | Estadio José Alvalade              |
| 19 de mayo de 1993   | España          | Oviedo      | Estadio Carlos Tartiere            |
| 22 de mayo de 1993   | España          | Madrid      | Estadio Vicente Calderón           |
| 26 de mayo de 1993   | Francia         | Nantes      | Stade de la Beaujoire              |
| 29 de mayo de 1993   | Bélgica         | Werchter    | Werchter Festival Grounds          |
| 2 de junio de 1993   | Alemania        | Frankfurt   | Waldstadion                        |
| 4 de junio de 1993   | Alemania        | Múnich      | Olympiastadion                     |
| 6 de junio de 1993   | Alemania        | Stuttgart   | Cannstatter Wasen                  |
| 9 de junio de 1993   | Alemania        | Bremen      | Weserstadion                       |
| 12 de junio de 1993  | Alemania        | Colonia     | Müngersdorfer Stadion              |
| 15 de junio de 1993  | Alemania        | Berlín      | Olympiastadion                     |
| 18 de junio de 1993  | Polonia         | Wrocław     | Centro del Centenario de Breslavia |
| 19 de junio de 1993  | República Checa | Ostrava     | ČEZ Aréna                          |
| 23 de junio de 1993  | Francia         | Estrasburgo | Stade de la Meinau                 |
| 26 de junio de 1993  | Francia         | París       | Hippodrome de Vincennes            |
| 28 de junio de 1993  | Suiza           | Lausana     | Stade de la Pontaise               |
| 30 de junio de 1993  | Suiza           | Basilea     | St. Jakob Park                     |
| 2 de julio de 1993   | Italia          | Verona      | Stadio Bentegodi                   |
| 3 de julio de 1993   | Italia          | Verona      | Stadio Bentegodi                   |
| 6 de julio de 1993   | Italia          | Roma        | Stadio Flaminio                    |
| 7 de julio de 1993   | Italia          | Roma        | Stadio Flaminio                    |
| 9 de julio de 1993   | Italia          | Nápoles     | Stadio San Paolo                   |
| 12 de julio de 1993  | Italia          | Turín       | Stadio delle Alpi                  |
| 14 de julio de 1993  | Francia         | Marsella    | Stade Vélodrome                    |
| 17 de julio de 1993  | Italia          | Bolonia     | Estadio Renato Dall'Ara            |
| 18 de julio de 1993  | Italia          | Bolonia     | Estadio Renato Dall'Ara            |
| 23 de julio de 1993  | Hungría         | Budapest    | Népstadion                         |
| 27 de julio de 1993  | Dinamarca       | Copenhague  | Gentofte Stadion                   |
| 29 de julio de 1993  | Noruega         | Oslo        | Valle Hovin Stadion                |
| 31 de julio de 1993  | Suecia          | Estocolmo   | Stockholm Olympic Stadium          |
| 3 de agosto de 1993  | Países Bajos    | Nimega      | Goffert Stadion                    |
| 7 de agosto de 1993  | Escocia         | Glasgow     | Celtic Park                        |
| 8 de agosto de 1993  | Escocia         | Glasgow     | Celtic Park                        |
| 11 de agosto de 1993 | Inglaterra      | Londres     | Wembley Stadium                    |
| 12 de agosto de 1993 | Inglaterra      | Londres     | Wembley Stadium                    |
| 14 de agosto de 1993 | Inglaterra      | Leeds       | Roundhay Park                      |
| 18 de agosto de 1993 | Gales           | Cardiff     | Cardiff Arms Park                  |
| 20 de agosto de 1993 | Inglaterra      | Londres     | Wembley Stadium                    |
| 21 de agosto de 1993 | Inglaterra      | Londres     | Wembley Stadium                    |
| 24 de agosto de 1993 | Irlanda         | Cork        | Pairc Ui Chaoimh                   |
| 27 de agosto de 1993 | Irlanda         | Dublín      | RDS Stadium                        |
| 28 de agosto de 1993 | Irlanda         | Dublín      | RDS Stadium                        |

### Quinta Etapa: Zoomerang. Oceanía y Japón.
La quinta etapa de la gira se desarrolló en Oceanía y Japón.
| Fecha                   | País          | Ciudad       | Lugar                    |
| 12 de noviembre de 1993 | Australia     | Melbourne    | Melbourne Cricket Ground |
| 13 de noviembre de 1993 | Australia     | Melbourne    | Melbourne Cricket Ground |
| 16 de noviembre de 1993 | Australia     | Adelaida     | Football Park            |
| 20 de noviembre de 1993 | Australia     | Brisbane     | Suncorp Stadium          |
| 26 de noviembre de 1993 | Australia     | Sídney       | Sídney Football Stadium  |
| 27 de noviembre de 1993 | Australia     | Sídney       | Sídney Football Stadium  |
| 1 de diciembre de 1993  | Nueva Zelanda | Christchurch | Lancaster Park           |
| 4 de diciembre de 1993  | Nueva Zelanda | Auckland     | Western Springs Stadium  |
| 9 de diciembre de 1993  | Japón         | Tokio        | Domo de Tokio            |
| 10 de diciembre de 1993 | Japón         | Tokio        | Domo de Tokio            |

## Más información
- Flanagan, B. U2: At The End of the World, 1996, Delta, ISBN 0-385-31157-5
- Samuel R. Smith, 'The Fly' on the Stage: Readings and Misreadings of the 'New' U2", Music Area of The Popular Culture Association, abril de 1995 (inglés)